# A Dal (2013)
A Dal hatrészes show-műsor, melynek keretén belül a nézők és a szakmai zsűri kiválasztotta, hogy ki képviselje Magyarországot a 2013-as Eurovíziós Dalfesztiválon. 2012. október 25-én reggel Gazsó L. Ferenc, az MTVA vezérigazgató-helyettese, és Rákay Philip, a Magyar Televízió intendánsa jelentette be, hogy részt kívánnak venni a soron következő dalversenyen és nyílt pályázatot írnak ki rá. A dalok leadásának határideje 2012. december 31. volt. A beérkezett 244 dal közül egy tíz tagú előzsűri választotta ki a magyar válogató résztvevőit. A nemzeti döntő zsűrije a 2012-essel ellenben ötfős lett, és a tagjai Rákay Philip, a Magyar Televízió intendánsa, Csiszár Jenő, televíziós–rádiós személy, Walkó Csaba, a 2012-es Eurovíziós Dalfesztiválon Magyarországot képviselő Compact Disco frontembere, Rakonczai Viktor, hazai zeneszerző, és Rúzsa Magdi, a 2007-es Eurovíziós Dalfesztivál hazai résztvevője lettek. A hazai elődöntőkre külföldi, nem magyar előadók ezúttal nem pályázhattak, mivel egy szabályváltozás szerint a hazai fordulóban elhangzó dalok mindegyikének magyarul kellett megszólalnia.
Februárban és márciusban összesen hat show-műsort adtak le. A műsorok során a szakmai zsűri, illetve a közönség szavazata döntött arról, hogy ki képviselje Magyarországot a svédországi Malmőben. A három elődöntőben összesen harminc dal versenyzett, ahonnan összesen tizennyolc dal továbbjutott a két középdöntő egyikébe, onnan pedig nyolc produkció egyenesen a nemzeti döntő fináléjába. A műsor házigazdája Novodomszky Éva, Gundel Takács Gábor és Buda Márton volt. 2013. január 14-én, egy sajtókonferencia keretében bejelentették, hogy már keresik a következő dalt a 2014-es Eurovíziós Dalfesztiválra.
A műsor történetében először elérhetővé tették, hogy az adások reklámszünetében, illetve a műsor után a nézők bepillantást nyerhettek a Lihegőbe, ahol Buda Márton készített interjúkat az este fellépőivel. A beszélgetéseket élőben lehetett követni okos telefonos alkalmazásokon, illetve az interneten, az adal2013.hu honlapon is.
A műsorfolyamot követően a magyar sztárvilágban többfelől éles kritikák fogalmazódtak meg a nyertes ByeAlexszel kapcsolatban. Mindemellett rengeteg feldolgozása, illetve paródiája látott napvilágot, még határon túlról is. 
2013. március 17-én este az M1-en rendhagyó résszel tért vissza a képernyőre a Maradj talpon! című műveltségi vetélkedő, melynek játékosai A Dal fellépői voltak; úgy mint: Keresztes Ildikó, Polyák Lilla, Cserpes Laura, Radics Gigi, Odett, Mits Gergely, Baricz Gergő, Gyurcsík Tibor, Vastag Tamás, Pál Dénes és Puskás Péter. A játékot, és ezzel együtt a kétmillió forint értékű klipforgatást Polyák Lilla nyerte. A műsor vetítése után hivatalosan is bemutatták a ByeAlex dalához készült videóklipet. 2013. július 7-én a műsor ismétlése után mutatták be Polyák Lilla Valami más című dalához készített videóklipet az M1-en.
2013. április 18-án tűzte műsorra az M1 a műsorról készített Irigy Hónaljmirigy paródiát.
2013. december 18-án a második alkalommal átadott Kamera Korrektúra-díjátadón a zene kategóriában az RTL Klub X-Faktor című tehetségkutató műsorának döntője mögött a második helyen az MTVA A Dal 2013 döntője végzett.

## Az elődöntőkbe beválogatott dalok és előadójuk listája
| Előadó                     | Dal                         | Zene / Szöveg                                                                        |
| -------------------------- | --------------------------- | ------------------------------------------------------------------------------------ |
| Agárdi Szilvi és Pál Dénes | Szíveddel láss              | Szabó Zé / Molnár Tamás                                                              |
| Background                 | Neonzöld                    | Berkó Gábor                                                                          |
| Baricz Gergő               | Húz                         | Baricz Gergő                                                                         |
| Bogi                       | Tükörkép                    | Kovacsics Ádám, Bata Adrienn „Barbee”                                                |
| Brasch Bence               | Túl egyszerű                | Szakos Krisztián, Éder Krisztián „SP”                                                |
| Burai Krisztián            | Született szívtörő          | Burai Krisztián, Megyeri Balázs, Kállay-Saunders András                              |
| ByeAlex                    | Kedvesem                    | Márta Alex / Palásti Kovács Zoltán ”Zoohacker”                                       |
| Cserpes Laura              | Élj pont úgy                | Kolozsvári Tamás, Krajczár Péter, Tabár István                                       |
| Egy Másik Zenekar          | Katatón dal                 | Bartalos Jenő                                                                        |
| Éliás Gyula                | Mindhalálig várni rád       | Éliás Gyula, Kardos Norbert, Geszti Péter                                            |
| Fehér Zoltán               | Nincs baj                   | Fehér Zoltán, Burai Krisztián, Geszti Péter                                          |
| Flash Travel               | Soha ne add fel az álmaidat | Szabó András, Újvári Péter, László Viktor, Szabó Elemér, Simó Tamás                  |
| Gyurcsík Tibor             | Örök harc                   | Vödrös Márton, Molnár Tamás, Geszti Péter                                            |
| Hoffman Mónika             | Hullócsillag                | Hoffman Mónika, Jonas Gladnikoff, Primoz Poglajen, Michael James Down / Puskás Péter |
| Janicsák Veca              | Új generáció                | Janicsák Veronika                                                                    |
| Kállay-Saunders András     | My Baby                     | Kállay-Saunders András, Burai Krisztián, Bodóczki Ernő, Leslie Tay, John Alexis      |
| Keresztes Ildikó           | Nem akarok többé játszani   | Köteles Leander                                                                      |
| Mohamed Fatima             | Nem baj                     | Fehér Tibor / Nagy Laci                                                              |
| Mrs Columbo                | Játszd újra!                | Galambos Dorina, Hudák Zsófi, Sárközy Fanni, Kovács Norbert / Fecske András István   |
| Odett                      | Ne engedj el                | Kovács Gergő, Takács Zoltán / Fátyol Kamilla, Polgár Odett                           |
| Palcsó Tamás               | Ezt látnod kell             | Tabár István, Palcsó Tamás / Tabár István                                            |
| Plastikhead és Gáspár Laci | A szeretet él               | Gáspár László, Tóth G. Zoltán, Orbán Tamás                                           |
| Polyák Lilla               | Valami más                  | Bella Máté / Szente Vajk, Galambos Attila                                            |
| Puskás Péter               | Amíg a tűz ég               | Csöndör László Diaz, Düki, Puskás Péter                                              |
| Rácz Gergő                 | Csak állj mellém            | Rácz Gergő, Geszti Péter                                                             |
| Radics Gigi                | Úgy fáj                     | Kelemen Huba, Jack D. Elliot / Jánosi                                                |
| Rami                       | Puzzle                      | Kálmán Tamás, Hideg Judit Ramóna                                                     |
| Szabó Ádám                 | Hadd legyen más             | Szabó Ádám, Molnár Levente, Szabó Ágnes                                              |
| Szirtes Edina Mókus        | Ha virág lennék             | Szirtes Edina                                                                        |
| The hated Tomorrow         | Anyáddal                    | Horváth Balázs                                                                       |
| United                     | Tegnap még más voltál       | Romhányi Áron, Pély Barna, Mits Gergő                                                |
| Vastag Tamás               | Holnaptól                   | Szabó Zé / Szente Vajk                                                               |
| Völgyesi Gabi              | Csak te légy                | Kovacsics Ádám / Major Eszter                                                        |

- A Ha virág lennék és az Anyáddal című dal visszalépett a versenytől 2013. január 11-én, mivel megszegte a verseny szabályait, a dalokat korábban bemutatták, mint 2012. szeptember 1. Így a megüresedett helyeket a Hullócsillag című dal vette át, melyet Hoffman Mónika ad elő, illetve a Ne engedj el, melyet Odett énekel.[15] 2013. január 14-én a Katatón dal-t is, az előző okokhoz hasonlóan kizárták, helyettük az Élj pont úgy című Cserpes Laura-dal került be a legjobb harmincba.

## Élő műsorsorozat

### Első elődöntő
Az első elődöntőt február 2-án tartotta az MTV tíz előadó részvételével. A végeredmény a telefonos szavazás, illetve szakmai zsűri szavazatai alapján alakult ki, mely alapján a zsűri első három helyezettje, és a nézők első három helyezettje jutott tovább a február 23–24-i középdöntőbe. A műsort élőben közvetítette az M1 és a Duna World, illetve interneten az adal2013.hu. Meghívott előadóként lépett fel együtt Hujber Ferenc színész és Mészáros Árpád Zsolt, a Budapesti Operettszínház művésze, akik az 1968-as Eurovíziós Dalfesztiválon Ausztriát képviselő csehszlovák Karel Gott egyik híres slágerét, a „Lady Carneval” című dalt adták elő. Mellettük fellépett még Hien a Fool Moon vokálegyüttessel, akik egy Olivia Newton-John-feldolgozást énekeltek el.
| Első elődöntő – 2013. február 2. | Első elődöntő – 2013. február 2. | Első elődöntő – 2013. február 2.                                                                  | Első elődöntő – 2013. február 2. | Első elődöntő – 2013. február 2. | Első elődöntő – 2013. február 2. | Első elődöntő – 2013. február 2. | Első elődöntő – 2013. február 2. | Első elődöntő – 2013. február 2. | Első elődöntő – 2013. február 2. |
| #                                | Előadó                           | Dal (zene / szöveg)                                                                               | Pontozás                         | Pontozás                         | Pontozás                         | Pontozás                         | Pontozás                         | Pontozás                         | Eredmény                         |
| #                                | Előadó                           | Dal (zene / szöveg)                                                                               | Rakonczai Viktor                 | Walkó Csaba                      | Rúzsa Magdi                      | Rákay Philip                     | Csiszár Jenő                     | Σ                                | Eredmény                         |
| -------------------------------- | -------------------------------- | ------------------------------------------------------------------------------------------------- | -------------------------------- | -------------------------------- | -------------------------------- | -------------------------------- | -------------------------------- | -------------------------------- | -------------------------------- |
| 01                               | Fehér Zoltán                     | Nincs baj! Tűz van! (Fehér Zoltán, Burai Krisztián, Geszti Péter)                                 | 7                                | 7                                | 7                                | 8                                | 8                                | 37                               | Kiesett                          |
| 02                               | Mrs Columbo                      | Játszd újra! (Galambos Dorina, Hudák Zsófi, Sárközy Fanni, Kovács Norbert / Fecske András István) | 7                                | 8                                | 8                                | 8                                | 7                                | 38                               | Kiesett                          |
| 03                               | Baricz Gergő                     | Húz (Baricz Gergő)                                                                                | 8                                | 9                                | 9                                | 8                                | 9                                | 43                               | Továbbjutott                     |
| 04                               | Dallos Bogi                      | Tükörkép (Kovacsics Ádám, Bata Adrienn „Barbee”)                                                  | 7                                | 7                                | 7                                | 8                                | 8                                | 37                               | Kiesett                          |
| 05                               | Palcsó Tamás                     | Ezt látnod kell (Tabár István, Palcsó Tamás / Tabár István)                                       | 7                                | 7                                | 7                                | 7                                | 7                                | 35                               | Továbbjutott                     |
| 06                               | Background                       | Neonzöld (Berkó Gábor)                                                                            | 7                                | 7                                | 7                                | 7                                | 7                                | 35                               | Kiesett                          |
| 07                               | Gyurcsík Tibor                   | Örök harc (Vödrös Márton, Molnár Tamás, Geszti Péter)                                             | 9                                | 8                                | 8                                | 8                                | 8                                | 41                               | Továbbjutott                     |
| 08                               | Keresztes Ildikó                 | Nem akarok többé játszani (Köteles Leander, Deutsch Gábor, Tisza Gergely / Köteles Leander)       | 9                                | 10                               | 10                               | 9                                | 9                                | 47                               | Továbbjutott                     |
| 09                               | Rácz Gergő                       | Csak állj mellém (Rácz Gergő, Geszti Péter)                                                       | 9                                | 10                               | 9                                | 9                                | 8                                | 45                               | Továbbjutott                     |
| 10                               | Agárdi Szilvia – Pál Dénes       | Szíveddel láss (Szabó Zé / Molnár Tamás)                                                          | 9                                | 10                               | 10                               | 10                               | 9                                | 48                               | Továbbjutott                     |

Az SMS-szavazás során 41 518 érvényes szavazat érkezett be a világ közel 25 országából.

### Második elődöntő
A második elődöntőt február 9-én tartotta az MTV tíz előadó részvételével. A végeredmény a telefonos szavazás, illetve szakmai zsűri szavazatai alapján alakult ki, mely alapján a zsűri első három helyezettje, és a nézők első három helyezettje jutott tovább a február 23–24-i középdöntőbe. A műsort élőben, közvetítette az M1 és a Duna World, illetve interneten az adal2013.hu. Meghívott előadóként lépett fel Wolf Kati, aki a 2011-es Eurovíziós Dalfesztiválon képviselte Magyarországot. Az este folyamán Céline Dion „Because You Loved Me” dalát énekelte el. Mellette előadta még Szente Vajk Cliff Richard egyik klasszikusát, a „Summer Holiday”-t. Mivel a zsűri által felállított sorrendben holtverseny alakult ki a harmadik, továbbjutó helyen, így el kellett dönteniük, hogy melyik produkció jut általuk a középdöntőbe. Közös megegyezés alapján Odett produkcióját engedték tovább. A holtverseny másik két résztvevője, ByeAlex és Vastag Tamás is továbbjutott később az SMS-szavazatok segítségével.
| Második elődöntő – 2013. február 9. | Második elődöntő – 2013. február 9. | Második elődöntő – 2013. február 9.                                                       | Második elődöntő – 2013. február 9. | Második elődöntő – 2013. február 9. | Második elődöntő – 2013. február 9. | Második elődöntő – 2013. február 9. | Második elődöntő – 2013. február 9. | Második elődöntő – 2013. február 9. | Második elődöntő – 2013. február 9. |
| #                                   | Előadó                              | Dal (zene / szöveg)                                                                       | Pontozás                            | Pontozás                            | Pontozás                            | Pontozás                            | Pontozás                            | Pontozás                            | Eredmény                            |
| #                                   | Előadó                              | Dal (zene / szöveg)                                                                       | Rakonczai Viktor                    | Walkó Csaba                         | Rúzsa Magdi                         | Rákay Philip                        | Csiszár Jenő                        | Σ                                   | Eredmény                            |
| ----------------------------------- | ----------------------------------- | ----------------------------------------------------------------------------------------- | ----------------------------------- | ----------------------------------- | ----------------------------------- | ----------------------------------- | ----------------------------------- | ----------------------------------- | ----------------------------------- |
| 11                                  | Gáspár Laci & Plastikhead           | A szeretet él (Gáspár László, Tóth Zoltán, Orbán Tamás)                                   | 8                                   | 8                                   | 9                                   | 10                                  | 9                                   | 44                                  | Továbbjutott                        |
| 12                                  | Odett                               | Ne engedj el (Kovács Gergő, Takács Zoltán / Fátyol Kamilla, Polgár Odett)                 | 9                                   | 8                                   | 10                                  | 8                                   | 8                                   | 43                                  | Továbbjutott                        |
| 13                                  | Szabó Ádám                          | Hadd legyen más! (Szabó Ádám, Molnár Levente, Szabó Ágnes)                                | 7                                   | 6                                   | 6                                   | 8                                   | 7                                   | 34                                  | Kiesett                             |
| 14                                  | Völgyesi Gabi                       | Csak te légy (Kovacsics Ádám / Major Eszter)                                              | 8                                   | 7                                   | 10                                  | 9                                   | 8                                   | 42                                  | Kiesett                             |
| 15                                  | Éliás Gyula                         | Mindhalálig várni rád (Éliás Gyula, Kardos Norbert, Geszti Péter)                         | 9                                   | 8                                   | 10                                  | 7                                   | 8                                   | 42                                  | Kiesett                             |
| 16                                  | Rami                                | Puzzle (Kálmán Tamás)                                                                     | 6                                   | 5                                   | 5                                   | 5                                   | 6                                   | 27                                  | Kiesett                             |
| 17                                  | Vastag Tamás                        | Holnaptól (Szabó Zé / Szente Vajk)                                                        | 9                                   | 8                                   | 9                                   | 9                                   | 8                                   | 43                                  | Továbbjutott                        |
| 18                                  | ByeAlex                             | Kedvesem (Zoohacker RMX) (Márta Alex / Palásti Kovács Zoltán „Zoohacker”)                 | 8                                   | 9                                   | 9                                   | 8                                   | 9                                   | 43                                  | Továbbjutott                        |
| 19                                  | Janicsák Veca                       | Új generáció (Janicsák Veronika)                                                          | 8                                   | 9                                   | 9                                   | 8                                   | 8                                   | 42                                  | Továbbjutott                        |
| 20                                  | Kállay-Saunders András              | My Baby (Kállay-Saunders András, Burai Krisztián, Bodóczki Ernő, Leslie Tay, John Alexis) | 9                                   | 10                                  | 10                                  | 10                                  | 9                                   | 48                                  | Továbbjutott                        |

Az SMS-szavazás során több mint 70 000 érvényes szavazat érkezett be a világ 37 országából, mint például Azerbajdzsánból, Kazahsztánból, Luxemburgból, Kuvaitból és Ománból.

### Harmadik elődöntő
A harmadik elődöntőt február 16-án tartotta az MTV tíz előadó részvételével. A végeredmény a telefonos szavazás, illetve szakmai zsűri szavazatai alapján alakult ki, mely alapján a zsűri első három helyezettje, és a nézők első három helyezettje jutott tovább a február 23–24-i középdöntőbe. A műsort élőben, közvetítette az M1 és a Duna World, illetve interneten az adal2013.hu. Meghívott előadóként lépett fel Veres Mónika, Tóth Gabi és a Roy & Ádám. Az este folyamán az ABBA „S.O.S.” című dalát énekelték el. Mellette előadta még Micheller Myrtill Lara Fabian egyik klasszikusát, a „Je T'aime, Je Suis Malade”-ot.
| Harmadik elődöntő – 2013. február 16. | Harmadik elődöntő – 2013. február 16. | Harmadik elődöntő – 2013. február 16.                                                               | Harmadik elődöntő – 2013. február 16. | Harmadik elődöntő – 2013. február 16. | Harmadik elődöntő – 2013. február 16. | Harmadik elődöntő – 2013. február 16. | Harmadik elődöntő – 2013. február 16. | Harmadik elődöntő – 2013. február 16. | Harmadik elődöntő – 2013. február 16. |
| #                                     | Előadó                                | Dal (zene / szöveg)                                                                                 | Pontozás                              | Pontozás                              | Pontozás                              | Pontozás                              | Pontozás                              | Pontozás                              | Eredmény                              |
| #                                     | Előadó                                | Dal (zene / szöveg)                                                                                 | Rakonczai Viktor                      | Walkó Csaba                           | Rúzsa Magdi                           | Rákay Philip                          | Csiszár Jenő                          | Σ                                     | Eredmény                              |
| ------------------------------------- | ------------------------------------- | --------------------------------------------------------------------------------------------------- | ------------------------------------- | ------------------------------------- | ------------------------------------- | ------------------------------------- | ------------------------------------- | ------------------------------------- | ------------------------------------- |
| 21                                    | Polyák Lilla                          | Valami más (Bella Máté / Szente Vajk, Galambos Attila)                                              | 9                                     | 9                                     | 9                                     | 8                                     | 8                                     | 43                                    | Továbbjutott                          |
| 22                                    | Burai Krisztián                       | Született szívtörő (Burai Krisztián, Megyeri Balázs, Kállay-Saunders András)                        | 7                                     | 7                                     | 7                                     | 8                                     | 7                                     | 36                                    | Kiesett                               |
| 23                                    | Hoffman Mónika                        | Hullócsillag (Hoffman Mónika, Jonas Gladnikoff, Primoz Poglajen, Michael James Down / Puskás Péter) | 7                                     | 7                                     | 8                                     | 7                                     | 7                                     | 36                                    | Kiesett                               |
| 24                                    | United                                | Tegnap még más voltál (Romhányi Áron, Pély Barna, Mits Gergő)                                       | 8                                     | 8                                     | 9                                     | 9                                     | 7                                     | 41                                    | Továbbjutott                          |
| 25                                    | Cserpes Laura                         | Élj pont úgy (Kolozsvári Tamás, Krajczár Péter, Tabár István)                                       | 9                                     | 9                                     | 10                                    | 10                                    | 7                                     | 45                                    | Továbbjutott                          |
| 26                                    | Flash Travel feat. Újvári Péter       | Soha ne add fel (Szabó Elemér, Újvári Péter)                                                        | 9                                     | 9                                     | 8                                     | 9                                     | 7                                     | 42                                    | Kiesett                               |
| 27                                    | Mohamed Fatima                        | Nem baj (Fehér Tibor / Nagy Laci)                                                                   | 7                                     | 8                                     | 8                                     | 6                                     | 8                                     | 37                                    | Továbbjutott                          |
| 28                                    | Brasch Bence                          | Túl egyszerű (Szakos Krisztián, Éder Krisztián SP)                                                  | 8                                     | 7                                     | 7                                     | 9                                     | 6                                     | 37                                    | Kiesett                               |
| 29                                    | Radics Gigi                           | Úgy fáj (Kelemen Huba, Jack D. Elliot / Jánosi)                                                     | 9                                     | 9                                     | 10                                    | 10                                    | 9                                     | 47                                    | Továbbjutott                          |
| 30                                    | Puskás Peti                           | Amíg a tűz ég (Csöndör László Diaz, Tran Duc Anh / Puskás Péter)                                    | 8                                     | 9                                     | 9                                     | 9                                     | 7                                     | 42                                    | Továbbjutott                          |

Az SMS-szavazás során a világ több országából érkeztek szavazatok, mint például Jordániából, Kuvaitból, az Amerikai Egyesült Államokból és Japánból.

### Első középdöntő
Az első középdöntőt február 23-án szombat este tartotta az MTV a három elődöntőből továbbjutott előadók egyik felének részvételével. A végeredmény a telefonos szavazás, illetve szakmai zsűri szavazatai alapján alakul ki, mely alapján a zsűri első kettő helyezettje, és a nézők első kettő helyezettje jutott tovább a március 2-i döntőbe. A műsort élőben közvetítette az M1 és a Duna World, illetve interneten az adal2013.hu. Meghívott előadóként lépett fel Péter Szabó Szilvia, aki a 2005-ös Eurovíziós Dalfesztiválon képviselte Magyarországot a NOX együttessel; az este folyamán az akkori versenydalukat, a „Forogj, világ!”-ot énekelte el. Mellette fellépett még a Sugarloaf is, akik a Baccara „Yes Sir, I Can Boogie” című dalát adták elő.
| Első középdöntő – 2013. február 23. | Első középdöntő – 2013. február 23. | Első középdöntő – 2013. február 23.                                                                      | Első középdöntő – 2013. február 23. | Első középdöntő – 2013. február 23. | Első középdöntő – 2013. február 23. | Első középdöntő – 2013. február 23. | Első középdöntő – 2013. február 23. | Első középdöntő – 2013. február 23. | Első középdöntő – 2013. február 23. |
| #                                   | Előadó                              | Dal (zene / szöveg)                                                                                      | Pontozás                            | Pontozás                            | Pontozás                            | Pontozás                            | Pontozás                            | Pontozás                            | Eredmény                            |
| #                                   | Előadó                              | Dal (zene / szöveg)                                                                                      | Rakonczai Viktor                    | Walkó Csaba                         | Rúzsa Magdi                         | Rákay Philip                        | Csiszár Jenő                        | Σ                                   | Eredmény                            |
| ----------------------------------- | ----------------------------------- | --- | ----------------------------------- | ----------------------------------- | ----------------------------------- | ----------------------------------- | ----------------------------------- | ----------------------------------- | ----------------------------------- |
| 01                                  | Puskás Peti                         | Amíg a tűz ég (Csöndör László Diaz, Tran Duc Anh / Puskás Péter)                                         | 7                                   | 6                                   | 6                                   | 9                                   | 6                                   | 34                                  | Kiesett                             |
| 02                                  | Cserpes Laura                       | Élj pont úgy (Kolozsvári Tamás, Krajczár Péter, Tabár István)                                            | 6                                   | 7                                   | 6                                   | 8                                   | 6                                   | 33                                  | Továbbjutott                        |
| 03                                  | Gáspár Laci & Plastikhead           | A szeretet él (Gáspár László, Tóth Zoltán, Orbán Tamás)                                                  | 8                                   | 7                                   | 7                                   | 9                                   | 7                                   | 38                                  | Kiesett                             |
| 04                                  | Keresztes Ildikó                    | Nem akarok többé játszani (Köteles Leander, Deutsch Gábor, Tisza Gergely / Köteles Leander)              | 8                                   | 8                                   | 8                                   | 8                                   | 7                                   | 39                                  | Továbbjutott                        |
| 05                                  | Gyurcsík Tibor                      | Örök harc (Vödrös Márton, Molnár Tamás, Geszti Péter)                                                    | 8                                   | 7                                   | 7                                   | 7                                   | 6                                   | 35                                  | Kiesett                             |
| 06                                  | Odett                               | Ne engedj el (Kovács Gergő, Takács Zoltán / Fátyol Kamilla, Polgár Odett)                                | 7                                   | 7                                   | 6                                   | 7                                   | 6                                   | 33                                  | Kiesett                             |
| 07                                  | Kállay-Saunders András              | My Baby (Kállay-Saunders András, Burai Krisztián, Bodóczki Ernő, Leslie Tay, John Alexis / Pataki Tamás) | 9                                   | 9                                   | 9                                   | 9                                   | 9                                   | 45                                  | Továbbjutott                        |
| 08                                  | Polyák Lilla                        | Valami más (Bella Máté / Szente Vajk, Galambos Attila)                                                   | 7                                   | 7                                   | 7                                   | 7                                   | 7                                   | 35                                  | Kiesett                             |
| 09                                  | Rácz Gergő                          | Csak állj mellém (Rácz Gergő, Geszti Péter)                                                              | 9                                   | 9                                   | 8                                   | 9                                   | 8                                   | 43                                  | Továbbjutott                        |

### Második középdöntő
A második középdöntőt február 24-én vasárnap este tartotta az MTV a három elődöntőből továbbjutott előadók másik felének részvételével. A végeredmény a telefonos szavazás, illetve szakmai zsűri szavazatai alapján alakult ki, mely alapján a zsűri első kettő helyezettje, és a nézők első kettő helyezettje jutott tovább a március 2-i döntőbe. A műsort élőben közvetítette az M1 és a Duna World, illetve interneten az adal2013.hu. Mivel a zsűri által felállított sorrendben holtverseny alakult ki a második, továbbjutó helyen, így el kellett dönteniük, hogy melyik produkció jut általuk a döntőbe. Közös megegyezés alapján Radics Gigi produkcióját engedték tovább. A holtverseny másik résztvevője, a United együttes viszont nem jutott tovább az SMS-szavazatokkal. Meghívott előadóként lépett fel Judy és a The Prison Band, akik Toto Cutugno „L`Italiano”-ját énekelték el. Mellette fellépett még Takács Nikolas és a Magyar Rádió énekkara, akik a Elton John és a Blue együttes „Sorry Seems To Be The Hardest Word” című dalát adták elő.
| Második középdöntő – 2013. február 24. | Második középdöntő – 2013. február 24. | Második középdöntő – 2013. február 24.                                    | Második középdöntő – 2013. február 24. | Második középdöntő – 2013. február 24. | Második középdöntő – 2013. február 24. | Második középdöntő – 2013. február 24. | Második középdöntő – 2013. február 24. | Második középdöntő – 2013. február 24. | Második középdöntő – 2013. február 24. |
| #                                      | Előadó                                 | Dal (zene / szöveg)                                                       | Pontozás                               | Pontozás                               | Pontozás                               | Pontozás                               | Pontozás                               | Pontozás                               | Eredmény                               |
| #                                      | Előadó                                 | Dal (zene / szöveg)                                                       | Rakonczai Viktor                       | Walkó Csaba                            | Rúzsa Magdi                            | Rákay Philip                           | Csiszár Jenő                           | Σ                                      | Eredmény                               |
| -------------------------------------- | -------------------------------------- | ------------------------------------------------------------------------- | -------------------------------------- | -------------------------------------- | -------------------------------------- | -------------------------------------- | -------------------------------------- | -------------------------------------- | -------------------------------------- |
| 01                                     | United                                 | Tegnap még más voltál (Romhányi Áron, Pély Barna, Mits Gergő)             | 8                                      | 8                                      | 9                                      | 9                                      | 8                                      | 42                                     | Kiesett                                |
| 02                                     | Palcsó Tamás                           | Ezt látnod kell (Tabár István, Palcsó Tamás / Tabár István)               | 7                                      | 6                                      | 6                                      | 7                                      | 6                                      | 32                                     | Kiesett                                |
| 03                                     | Mohamed Fatima                         | Nem baj (Fehér Tibor, Mohamed Fatima / Nagy Laci)                         | 7                                      | 7                                      | 7                                      | 6                                      | 7                                      | 34                                     | Kiesett                                |
| 04                                     | Baricz Gergő                           | Húz (Baricz Gergő)                                                        | 7                                      | 7                                      | 7                                      | 8                                      | 8                                      | 37                                     | Kiesett                                |
| 05                                     | Janicsák Veca                          | Új generáció (Janicsák Veronika)                                          | 7                                      | 7                                      | 7                                      | 8                                      | 7                                      | 36                                     | Kiesett                                |
| 06                                     | ByeAlex                                | Kedvesem (Zoohacker RMX) (Márta Alex / Palásti Kovács Zoltán „Zoohacker”) | 8                                      | 8                                      | 7                                      | 7                                      | 7                                      | 37                                     | Továbbjutott                           |
| 07                                     | Agárdi Szilvia – Pál Dénes             | Szíveddel láss (Szabó Zé / Molnár Tamás)                                  | 8                                      | 7                                      | 8                                      | 8                                      | 7                                      | 38                                     | Továbbjutott                           |
| 08                                     | Radics Gigi                            | Úgy fáj (Kelemen Huba, Jack D. Elliot / Jánosi)                           | 9                                      | 8                                      | 9                                      | 8                                      | 8                                      | 42                                     | Továbbjutott                           |
| 09                                     | Vastag Tamás                           | Holnaptól (Szabó Zé / Szente Vajk)                                        | 9                                      | 8                                      | 9                                      | 9                                      | 8                                      | 43                                     | Továbbjutott                           |

Az SMS-szavazás során több mint 105 000 érvényes szavazat érkezett be a világ 31 országából, mint például a Dél-afrikai Köztársaságból, Jordániából, Kenyából és Brazíliából.

### Döntő
A döntőt március 2-án tartotta az MTV a két középdöntőből továbbjutott nyolc előadó részvételével. A végeredmény a telefonos szavazás, illetve a szakmai zsűri szavazatai alapján alakult ki. Első körben a továbbjuttatott nyolc versenyzőből kizárólag a zsűri szavazatok alapján jelölték ki azt a négy dalt, amelyek közül a telefonos szavazatok döntötték el, hogy szerintük melyik dal képviselje Magyarországot az Eurovíziós Dalfesztiválon. A zsűri a megszokottól eltérően az összes produkció elhangzása után pontozott. Az első helyezett 10 pontot kapott, a második 8-at, a harmadik 6-ot, míg a negyedik 4 pontot. A műsort élőben közvetítette az M1 és a Duna World, illetve interneten az adal2013.hu és a eurovision.tv. Meghívott előadóként lépett fel a tavalyi nemzeti döntő egyik résztvevője, az Anti Fitness Club, akik a 2012-es Eurovíziós Dalfesztivál győztes dalának, a Euphoriának egy sajátos feldolgozását adták elő. Fel lépett a 2012-es Eurovíziós Dalfesztivál magyar indulója, a Compact Disco is, akik a Sound of Our Hearts című dalukat adták elő, a Magyar Rádió szimfonikus zenekarának közreműködésében.
| #  | Előadó                     | Dal (zene / szöveg)                                                                         | Zsűri (Összesen) | Eredmény (Zsűri) | Eredmény (SMS) |
| -- | -------------------------- | ------------------------------------------------------------------------------------------- | ---------------- | ---------------- | -------------- |
| 01 | Vastag Tamás               | Holnaptól (Szabó Zé / Szente Vajk)                                                          | 22               | 3.               | 4.             |
| 02 | Keresztes Ildikó           | Nem akarok többé játszani (Köteles Leander, Deutsch Gábor, Tisza Gergely / Köteles Leander) | 8                | 5.               | —              |
| 03 | Kállay-Saunders András     | My Baby (Kállay-Saunders András, Burai Krisztián, Bodóczki Ernő, Leslie Tay, John Alexis)   | 46               | 1.               | 2.             |
| 04 | Radics Gigi                | Úgy fáj (Kelemen Huba, Jack D. Elliot / Jánosi)                                             | 44               | 2.               | 3.             |
| 05 | Rácz Gergő                 | Csak állj mellém (Rácz Gergő, Geszti Péter)                                                 | 0                | 7.               | —              |
| 06 | Agárdi Szilvia – Pál Dénes | Szíveddel láss (Szabó Zé / Molnár Tamás)                                                    | 0                | 7.               | —              |
| 07 | Cserpes Laura              | Élj pont úgy (Kolozsvári Tamás, Krajczár Péter, Tabár István)                               | 4                | 6.               | —              |
| 08 | ByeAlex                    | Kedvesem (Zoohacker RMX) (Márta Alex / Palásti Kovács Zoltán „Zoohacker”)                   | 16               | 4.               | 1.             |

#### Ponttáblázat
| Dalok                                        | Zsűri szavazatok | Zsűri szavazatok | Zsűri szavazatok | Zsűri szavazatok | Zsűri szavazatok | Zsűri szavazatok |
| Dalok                                        | Össz             | Rakonczai Viktor | Walkó Csaba      | Rúzsa Magdi      | Rákay Philip     | Csiszár Jenő     |
| -------------------------------------------- | ---------------- | ---------------- | ---------------- | ---------------- | ---------------- | ---------------- |
| Holnaptól (Vastag Tamás)                     | 22               | 6                | 4                |                  | 6                | 6                |
| Nem akarok többé játszani (Keresztes Ildikó) | 8                | 4                |                  | 4                |                  |                  |
| My Baby (Kállay-Saunders András)             | 46               | 8                | 10               | 10               | 8                | 10               |
| Úgy fáj (Radics Gigi)                        | 44               | 10               | 8                | 8                | 10               | 8                |
| Csak állj mellém (Rácz Gergő)                | 0                |                  |                  |                  |                  |                  |
| Szíveddel láss (Agárdi Szilvia és Pál Dénes) | 0                |                  |                  |                  |                  |                  |
| Élj pont úgy (Cserpes Laura)                 | 4                |                  |                  |                  | 4                |                  |
| Kedvesem (Zoohacker RMX) (ByeAlex)           | 16               |                  | 6                | 6                |                  | 4                |

Az SMS-szavazás során több mint 244 000 érvényes szavazat érkezett be.
A nézői szavazatok alapján A Dalt ByeAlex nyerte. Loreen, a 2012-es Eurovíziós Dalfesztivál győztese Japánból küldött videóüzenetet, míg Petra Mede, a 2013-as Eurovíziós Dalfesztivál műsorvezetője egyenesen a svéd nemzeti döntő, a Melodifestivalen második esély fordulójából köszöntötte A Dal nyertesét.

## Visszatérő előadók

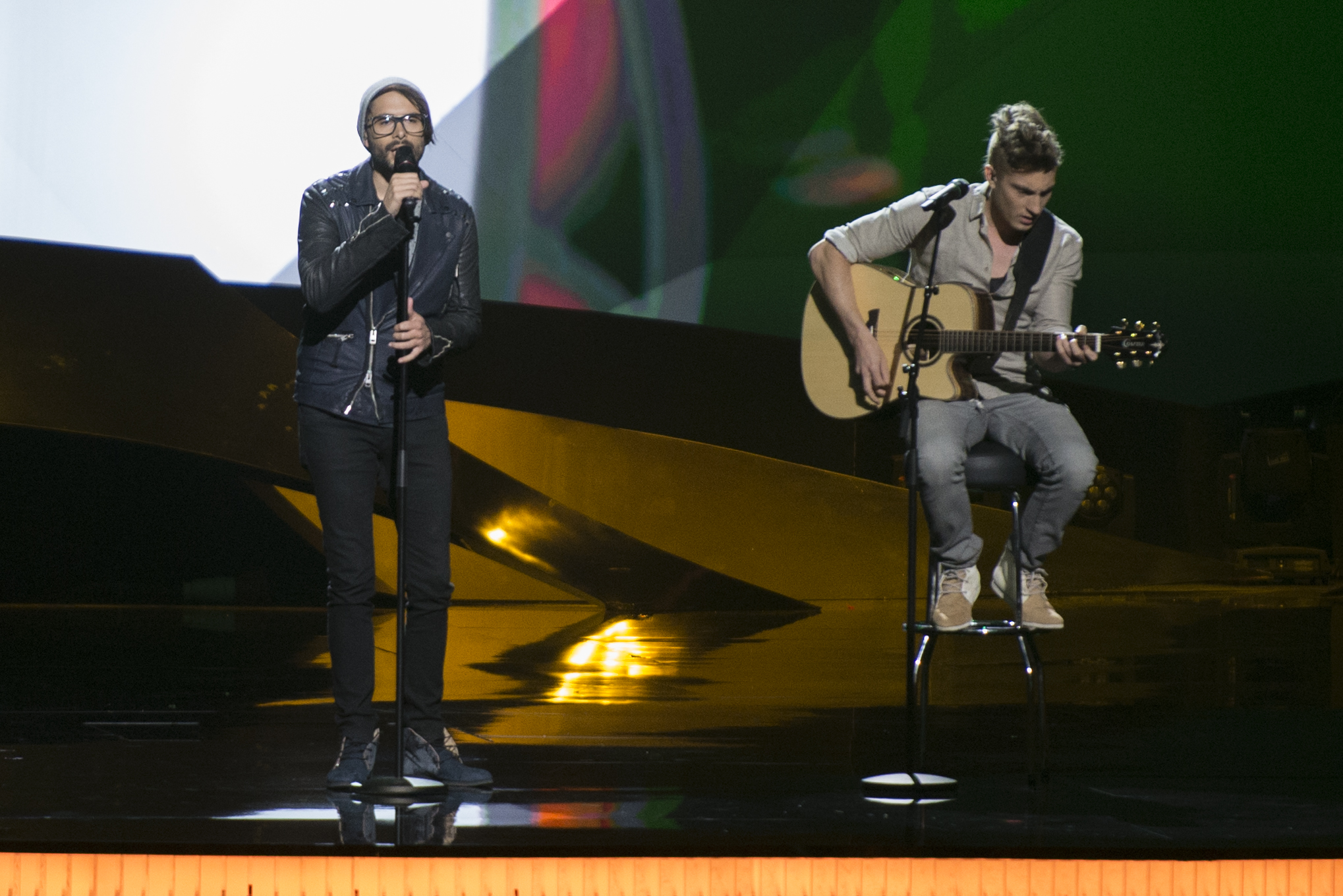
ByeAlex a 2013-as Eurovíziós Dalfesztivál második elődöntőjében

### A Dal
| Előadó                          | Előző év(ek) | Előző dal(ok)                                                           | Eredmény(ek)               |
| ------------------------------- | ------------ | ----------------------------------------------------------------------- | -------------------------- |
| Gyurcsík Tibor                  | 2012         | Back in Place                                                           | Döntő (5–8. hely)          |
| Kállay-Saunders András          | 2012         | I Love You                                                              | Első elődöntő (5. hely)    |
| Pély Barna (A United tagjaként) | 2012         | Hangok a szívekért (Pál Eszter és Pál István Szalonna közreműködésében) | Első elődöntő (7. hely)    |
| Puskás Péter                    | 2012         | Csillagok                                                               | Második elődöntő (6. hely) |

### Korábbi magyar nemzeti döntők
| Előadó         | Előző év(ek) | Előző dal(ok)                                 | Eredmény(ek) |
| -------------- | ------------ | --------------------------------------------- | ------------ |
| Éliás Gyula    | 1996         | Jó éjszakát                                   | 9. hely      |
| Hoffman Mónika | 2008         | Légy te az első                               | 11. hely     |
| Rácz Gergő     | 1997         | Miért kell, hogy elmenj? (A V.I.P. tagjaként) | 1. hely      |

## Nézettség
A 4+-os adatok a teljes lakosságra, a 18–49-es adatok a célközönségre vonatkoznak.
Jelmagyarázat
     – A Dal 2013 legmagasabb nézettsége
     – A Dal 2013 legalacsonyabb nézettsége
|                              | Sugárzás                          | M1 + Duna World      | M1 + Duna World      | M1 + Duna World      | M1                   | M1                  | M1                  | M1                  | M1            | M1         | Forrás        |
| Teljes lakosság (4+)         | Teljes lakosság (4+)              | Teljes lakosság (4+) | Teljes lakosság (4+) | Teljes lakosság (4+) | Teljes lakosság (4+) | Célközönség (18–49) | Célközönség (18–49) | Célközönség (18–49) |               |            | Forrás        |
| AMR                          | Sugárzás                          | Arány (SHR%)         | Heti helyezés        | AMR                  | Arány (SHR%)         | Heti helyezés       | AMR                 | Arány (SHR%)        | Heti helyezés |            | Forrás        |
| A Dal 2013                   | A Dal 2013                        | A Dal 2013           | A Dal 2013           | A Dal 2013           | A Dal 2013           | A Dal 2013          | A Dal 2013          | A Dal 2013          | A Dal 2013    | A Dal 2013 | A Dal 2013    |
| ---------------------------- | --------------------------------- | -------------------- | -------------------- | -------------------- | -------------------- | ------------------- | ------------------- | ------------------- | ------------- | ---------- | ------------- |
| Első elődöntő                | 2013. február 2., szombat 20:15   | 1 056 537            | 21,9                 | 13.                  | 912 719              | 18,9                | 15.                 | 273 959             | 13,6          | 27.        | [ 18 ]        |
| Második elődöntő             | 2013. február 9., szombat 20:15   | 1 006 740            | 21,8                 | 13.                  | 873 027              | 18,9                | 18.                 | 253 102             | 13            | 22.        | [ 19 ]        |
| Harmadik elődöntő            | 2013. február 16., szombat 20:15  | 1 028 201            | 22,2                 | 11.                  | 911 104              | 19,7                | 16.                 | 257 451             | 13,2          | 25.        | [ 20 ]        |
| Első középdöntő              | 2013. február 23., szombat 20:15  | 1 143 368            | 23,5                 | 8.                   | 1 028 682            | 21,1                | 13.                 | 289 541             | 14,3          | 24.        | [ 21 ]        |
| Második középdöntő           | 2013. február 24., vasárnap 20:15 | 1 018 396            | 21,4                 | –                    | 907 743              | 19,1                | –                   | 262 809             | 13,2          | –          | [ 21 ]        |
| Döntő                        | 2013. március 2., szombat 20:15   | 1 349 794            | 28,9                 | 3.                   | 1 173 441            | 25,1                | 8.                  | 324 518             | 17            | 19.        | [ 22 ]        |
| Eurovíziós Dalfesztivál 2013 |                                   |                      |                      |                      |                      |                     |                     |                     |               |            |               |
| Elővízió                     | 2013. május 14., kedd 20:15       | –                    | –                    | –                    | 416 000              | 8,6                 |                     | 89 000              | 5             |            | [ 23 ]        |
| Első elődöntő                | 2013. május 14., kedd 21:00       | –                    | –                    | –                    | 442 000              | 11,1                |                     | 165 000             | 9,8           |            | [ 24 ]        |
| Elővízió                     | 2013. május 16., csütörtök 20:15  | –                    | –                    | –                    | 532 000              | 11,3                |                     | 127 000             | 7,3           |            | [ 23 ]        |
| Második elődöntő             | 2013. május 16., csütörtök 21:00  | –                    | –                    | –                    | 803 000              | 19,5                |                     | 318 000             | 18,3          |            | [ 25 ]        |
| Elővízió                     | 2013. május 18., szombat 20:15    | –                    | –                    | –                    | 379 000              | 9,1                 |                     | 103 000             | 6,8           |            | [ 23 ]        |
| Döntő                        | 2013. május 18., szombat 21:00    | –                    | –                    | –                    | 1 133 000            | 32,6                |                     | 477 000             | 31,4          |            | [ 26 ] [ 27 ] |

A Dalt párhuzamosan közvetítette az M1-gyel, a Duna World, illetve másnap hajnali 3 órakor a Duna World megismételte. Az Eurovíziós Dalfesztivál csak az M1-en volt látható, HD minőségben.
2013. október 13-tól, vasárnaponként délután 13 órakor ismét műsorra tűzte a Duna World a műsorfolyamot.